# Градачки крст
Градачки крст је споменик културе који се налази у селу Градац, општина Ивањица, а на имању Драгутина Ћурчића на планини Голији.
Не зна се када је крст подигнут, ни из ког разлога, али се претпоставља да је подигнут у част неком важном догађају или некој истакнутој личности. Утврђено је да је најкасније је подигнут 1662. године и да је служио као сеоски запис.

## Архитектура
Крст је необично великих димензија. Будући да се истиче у односу на околину и да у близини нема гробља, споменик није гробљански. На крст је плитко урезан ћирилични текст, који је данас тешко читљив, јер је јако оштећен. Делимична дескрипција показује је да је симболика ранохришћанаска и да је словима уписана 1662. година.
Истраживања су показала да је више од једног века овај крст коришћен као сеоски запис. О томе сведочи и велики број малих крстова у његовој околини, чије остављање је део обредне праксе записа. Ова накнадна орнаментика највише је допринела оштећењу оригинала.

## Галерија
- Детаљи
- Детаљи
- Детаљи
- Детаљи